# Liste der Baudenkmäler in Creußen
Auf dieser Seite sind die Baudenkmäler in der oberfränkischen Stadt Creußen zusammengestellt. Diese Tabelle ist eine Teilliste der Liste der Baudenkmäler in Bayern. Grundlage ist die Bayerische Denkmalliste, die auf Basis des Bayerischen Denkmalschutzgesetzes vom 1. Oktober 1973 erstmals erstellt wurde und seither durch das Bayerische Landesamt für Denkmalpflege geführt wird. Die folgenden Angaben ersetzen nicht die rechtsverbindliche Auskunft der Denkmalschutzbehörde.
 Diese Liste gibt den Fortschreibungsstand vom 8. Januar 2015 wieder und enthält 76 Baudenkmäler.

## Ensembles

### Ensemble Altstadt Creußen

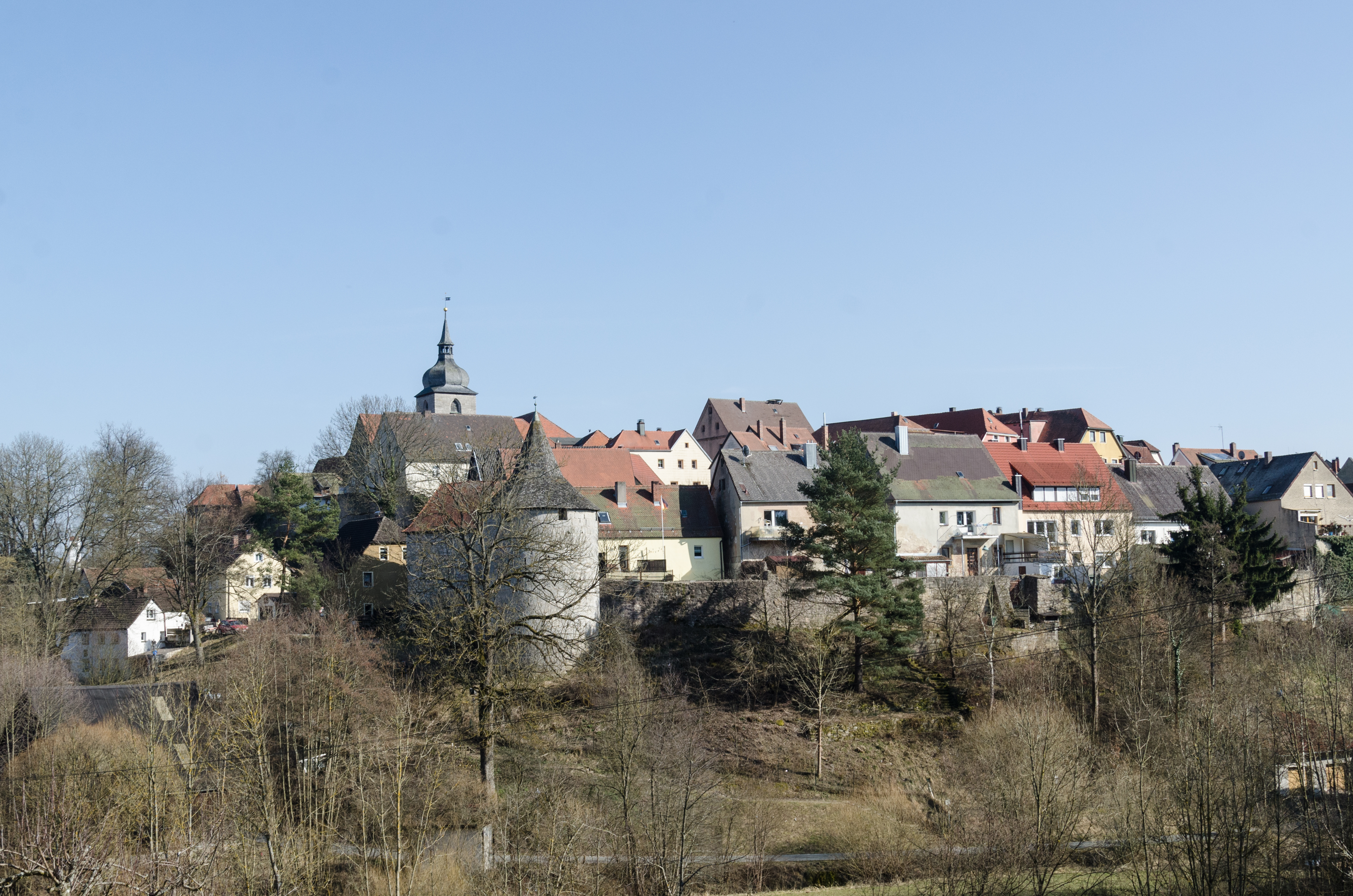
Altstadt von Nordosten
weitere Bilder

Das Ensemble (Lage) umfasst die mit einer Befestigungsanlage umgebene Stadt und die unmittelbar angrenzenden Vorstadtbereiche auf dem Sandsteinsporn über dem Roten Main. Siedlungsgeschichtlich zeichnet sich Creußen durch die Verbindung von Burg und Stadt auf einem Höhenplateau innerhalb eines gemeinsamen Befestigungsringes aus. Der 1003 anlässlich seiner ersten Erwähnung in seiner Siedlungsgestalt bereits gekennzeichnete Ort lässt sich unter die ottonischen Landesburgen zählen, Verwaltungszentren von Teilgebieten, die eine Mischform von Burg und Stadt aufweisen. Der Ort wurde 1358 zur Stadt erhoben. Die ummauerte Stadt besitzt einen viereckigen Grundriss. Zum Haupttor in der südöstlichen Ecke führt der allmählich ansteigende Straßenzug der Vorstadt. Die Siedlung gruppiert sich um einen zentralen Platz, der sich in seiner Grundfläche dreiecksförmig erweitert. Parallel zu dessen westlicher Langseite verläuft die gestreckte Habergasse, die sich in ihrer Gesamtgestalt und durch die freie Stellung des Rathauses in ihrer Mitte als ehemaliger Straßenmarkt ausweist. Im Bereich des jetzigen Pfarrhauses befand sich die abgegangene innere Burg. Im Osten ist der Stadt auf einer tiefer liegenden Terrasse der in sich abgeschlossene Kirchenbezirk angegliedert. Creußen erlitt bei einem Brand 1893 weitgehende Zerstörungen vor allem im Bereich der Habergasse, am Marktplatz und am alten Rathaus, der Wiederaufbau erfolgte am Ende des 19. Jahrhunderts. Die Parzellierungsstruktur lässt auf eine geschlossene Reihung von Bürger- und Handwerkerhäusern in Giebelstellung vor dem Stadtbrand schließen, eine Anordnung, die sich teilweise am Rennsteig und in der Vestgasse erhalten hat. Bestandteil des Ensembles sind weit verzweigte, in den Sandstein vorgetriebene Kelleranlagen. Zu unterscheiden ist zwischen mehrgeschossigen, in der Regel an eine Parzelle gebundene Keller und verzweigte, von der oberirdischen Parzellenstruktur unabhängige Gangsysteme. Letztere gliedern sich in Erschließungs- und Nebenstollen auf. Einzelne Stollen enden in Eismulden, zum Teil sind Auflager für Fässer erhalten. Aktennummer: E-4-72-127-1.

## Stadtbefestigung
Die Stadtbefestigung (Lage) ist durchgehend erhalten, angelegt nach der Stadtgründung 1358, erneuert in den 70er Jahren des 15. Jahrhunderts, nach der Mitte des 16. und nach der Mitte des 17. Jahrhunderts. Innerhalb des Mauerrings sind der Burgbereich (abgegangen), der Pfarrbezirk und die eigentliche Stadt vereint. Es ist ein einfacher, von Türmen begleiteter Mauerzug, der Hauptzugang (vorderes Tor in der Südostecke) wurde nach 1893 abgetragen. Die von dieser Stelle ausgehende Südmauer verläuft hinter den Anwesen Marktplatz 1 (Lage), Am Rathaus 1, 3, 5, 7 (dort zusätzlich halbrunder Turm (Lage)), 9, 11, 13, 15 (dort auch der runde südwestliche Eckturm), der westliche Mauerzug bei den Anwesen Am Rathaus 15 (mit dem Durchlass des Häfnertores (Lage)), 17, 19, 21, 23 (dort der Durchlass des Mühltürleins (Lage)), Habergasse 1, 3, 5, 7, 9, 11, 13, 15, 17, 19, 21 (dort auch der runde nordwestliche Eckturm), 23 (mit Hinterem Tor, bezeichnet „1601“), der Nordzug der Befestigung verläuft bei den Anwesen Am Rennsteig 2, 4, 6, 8, Marktplatz 18, 20 (dort auch ein halbrunder Turm), 22, Heziloplatz 1 (runder nordöstlicher Eckturm, bezeichnet „1474“), der Ostzug der Befestigung bei Heziloplatz 2 (dort halbrunder Turm), Marktplatz 2, 4, 6, 8, 10, 12, der tiefer liegende, der Stadt im Nordwesten zwingerartig angegliederte Kirchenbezirk (Pfarrer-Will-Platz) besitzt nach Norden und Westen eine eigene Ummauerung. Aktennummer: D-4-72-127-1.

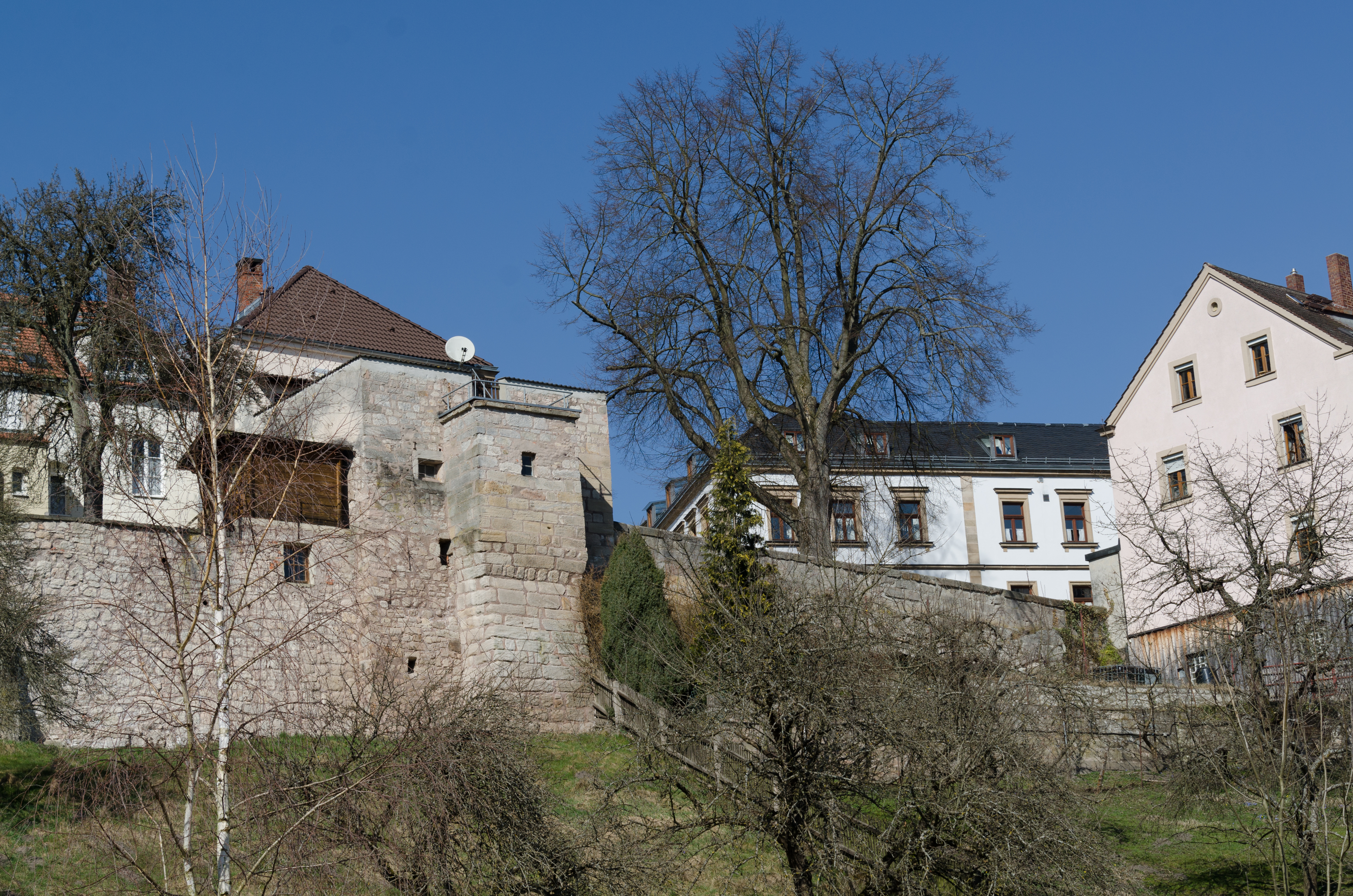
Südliche Mauer bei Marktplatz 1
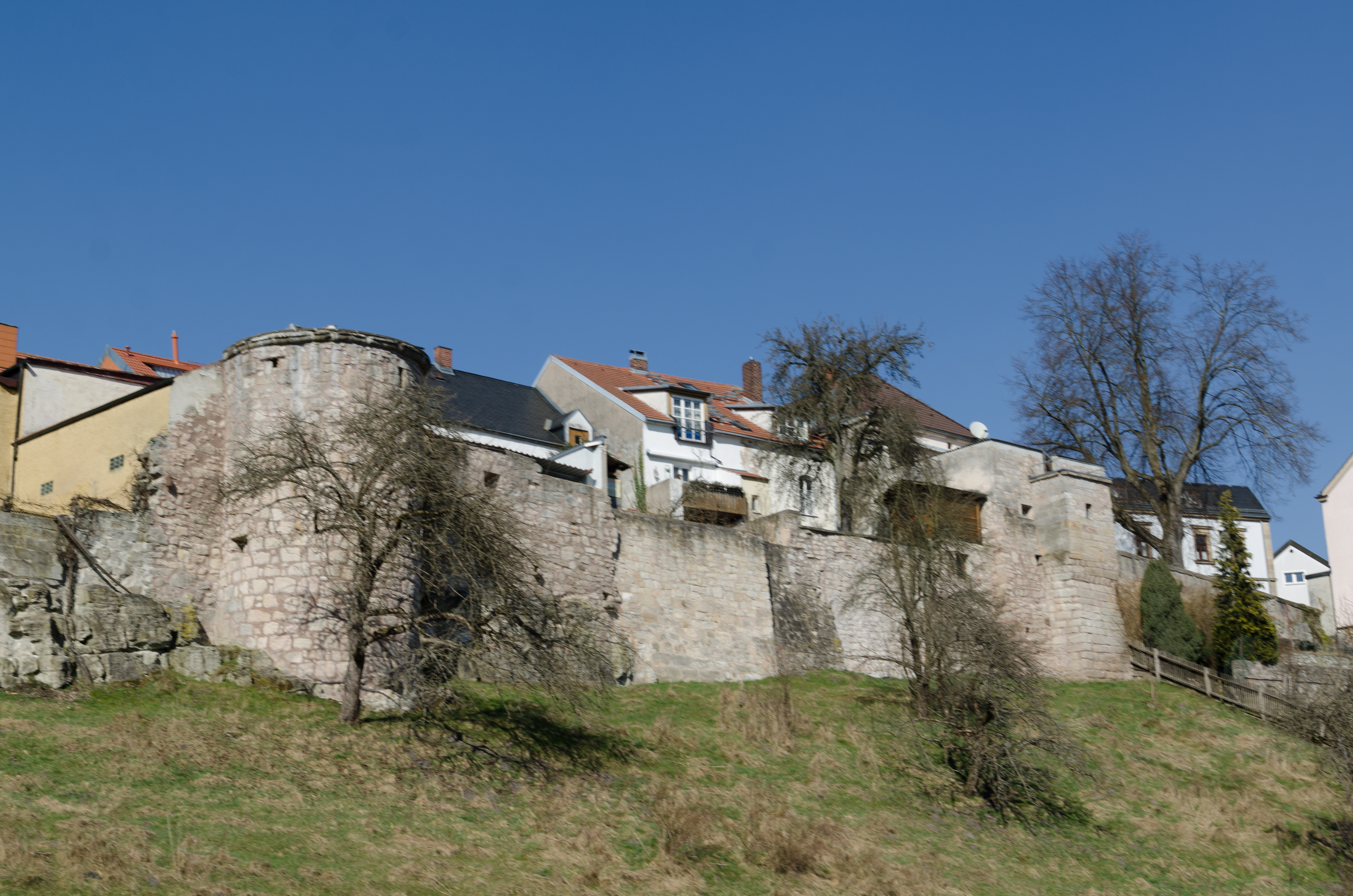
Südliche Mauer bei Am Rathaus 7, 5, 3, 1 weitere Bilder
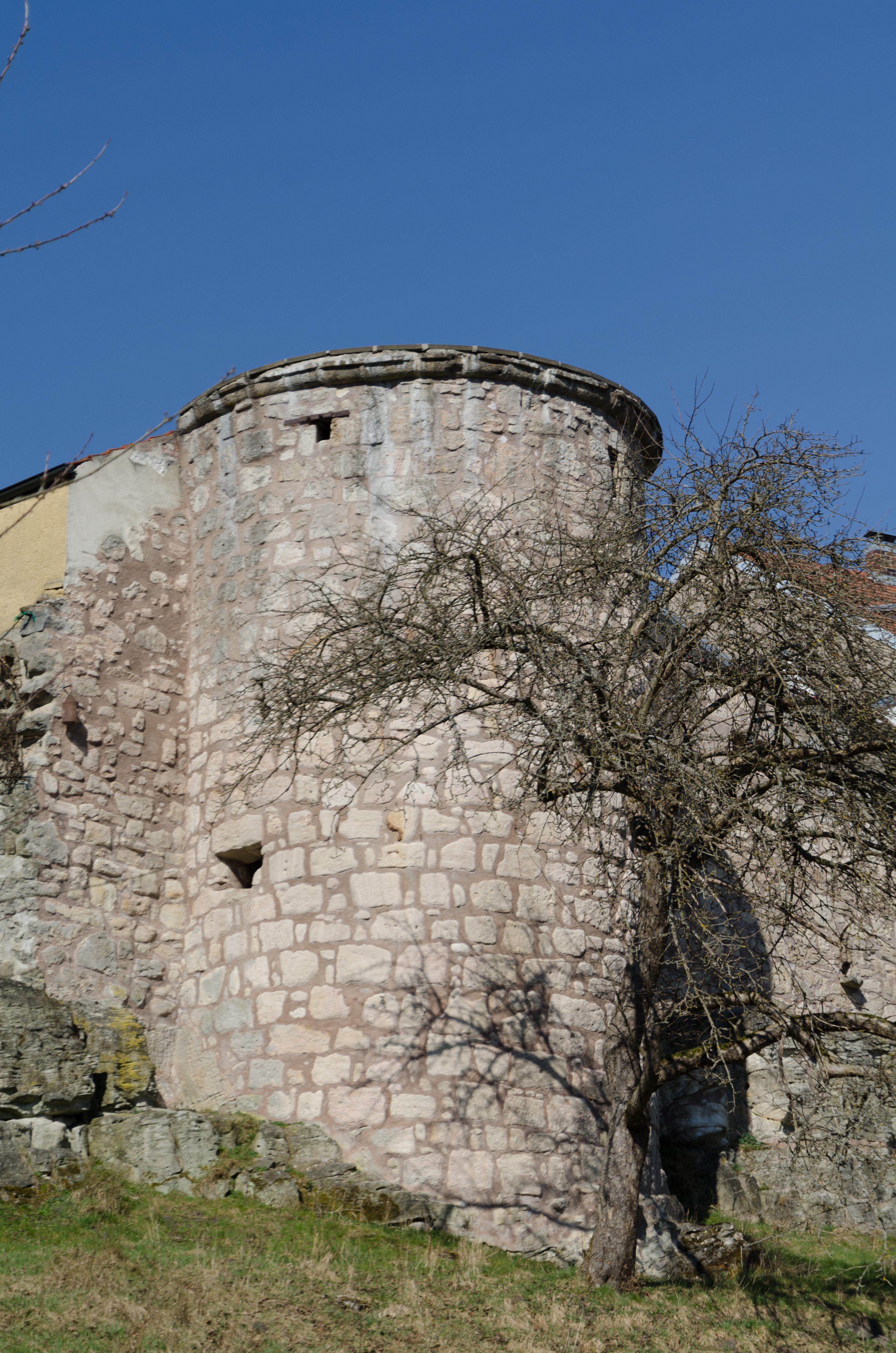
Mauerturm bei Am Rathaus 7 weitere Bilder
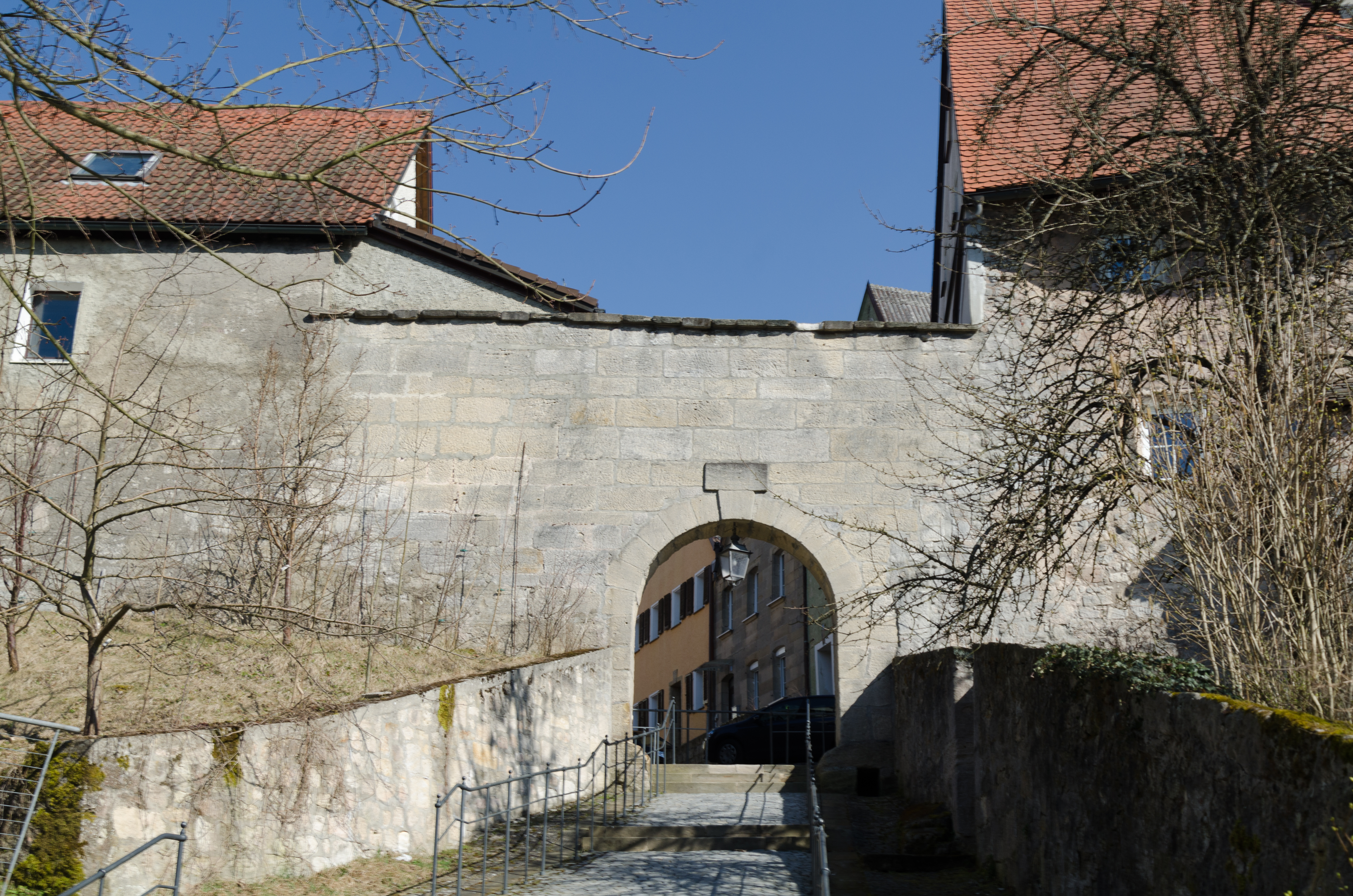
Häfnertor, Feldseite weitere Bilder
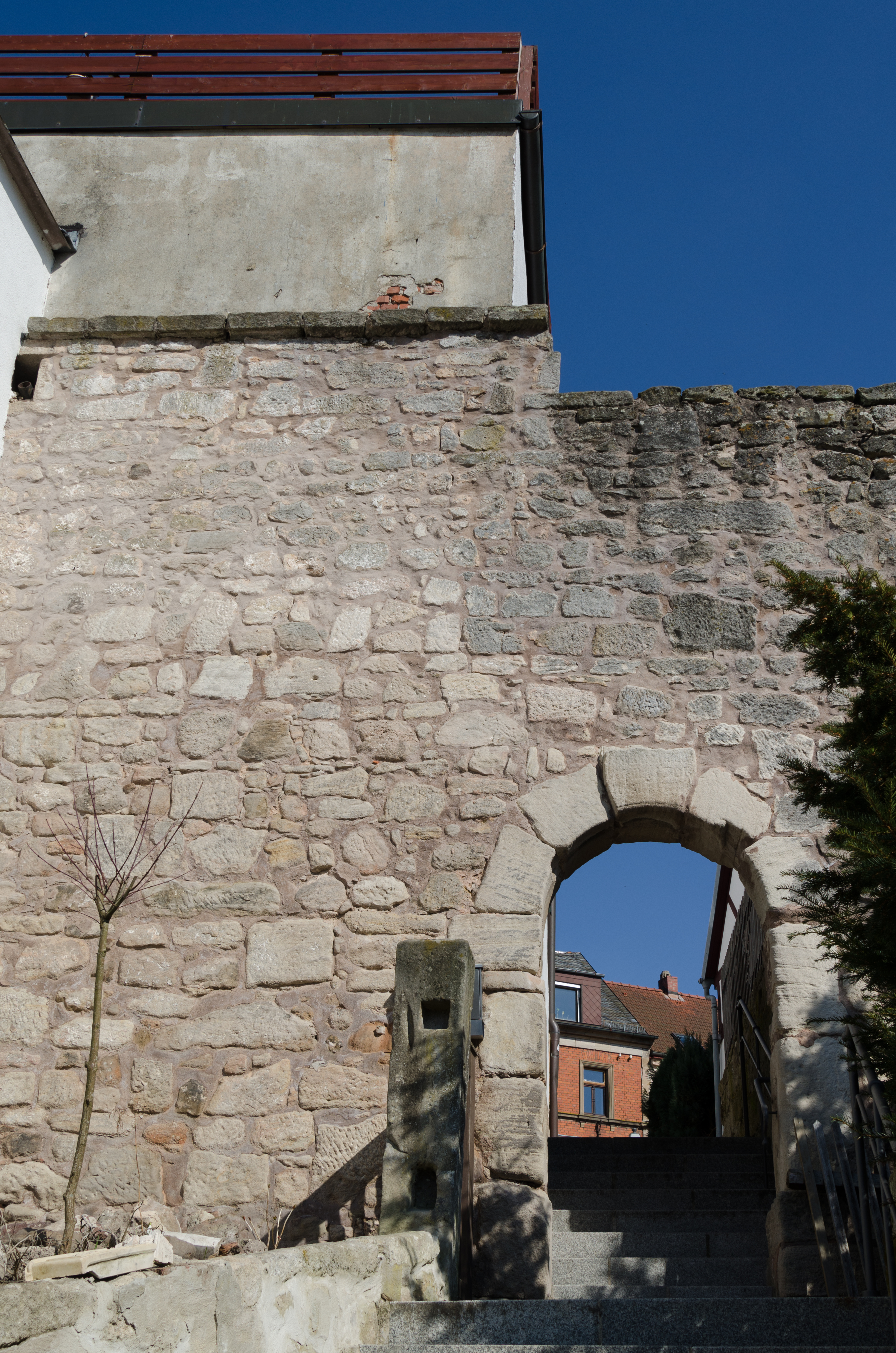
Mühltürlein, Feldseite weitere Bilder
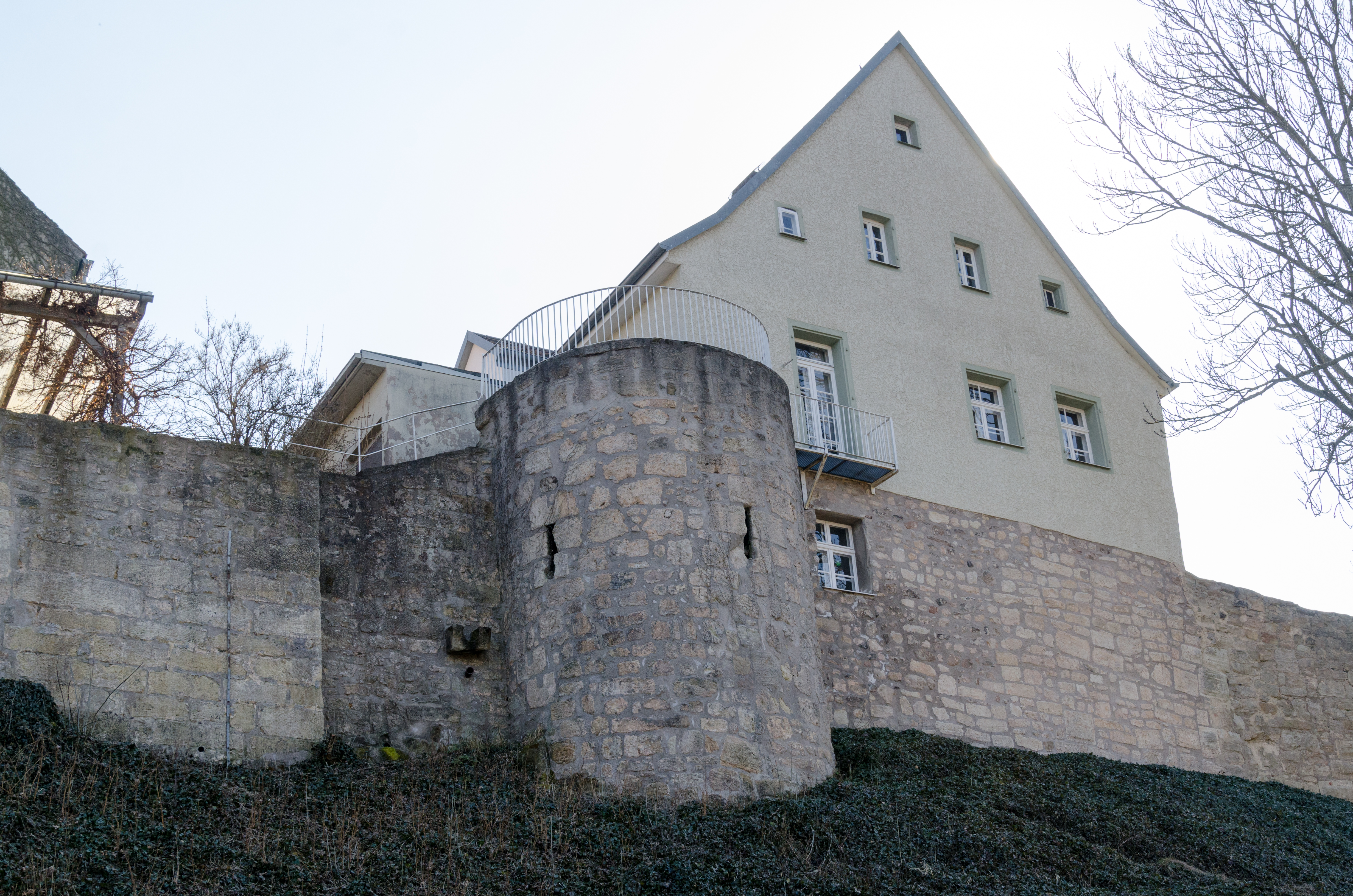
Mauerturm bei Marktplatz 20 weitere Bilder
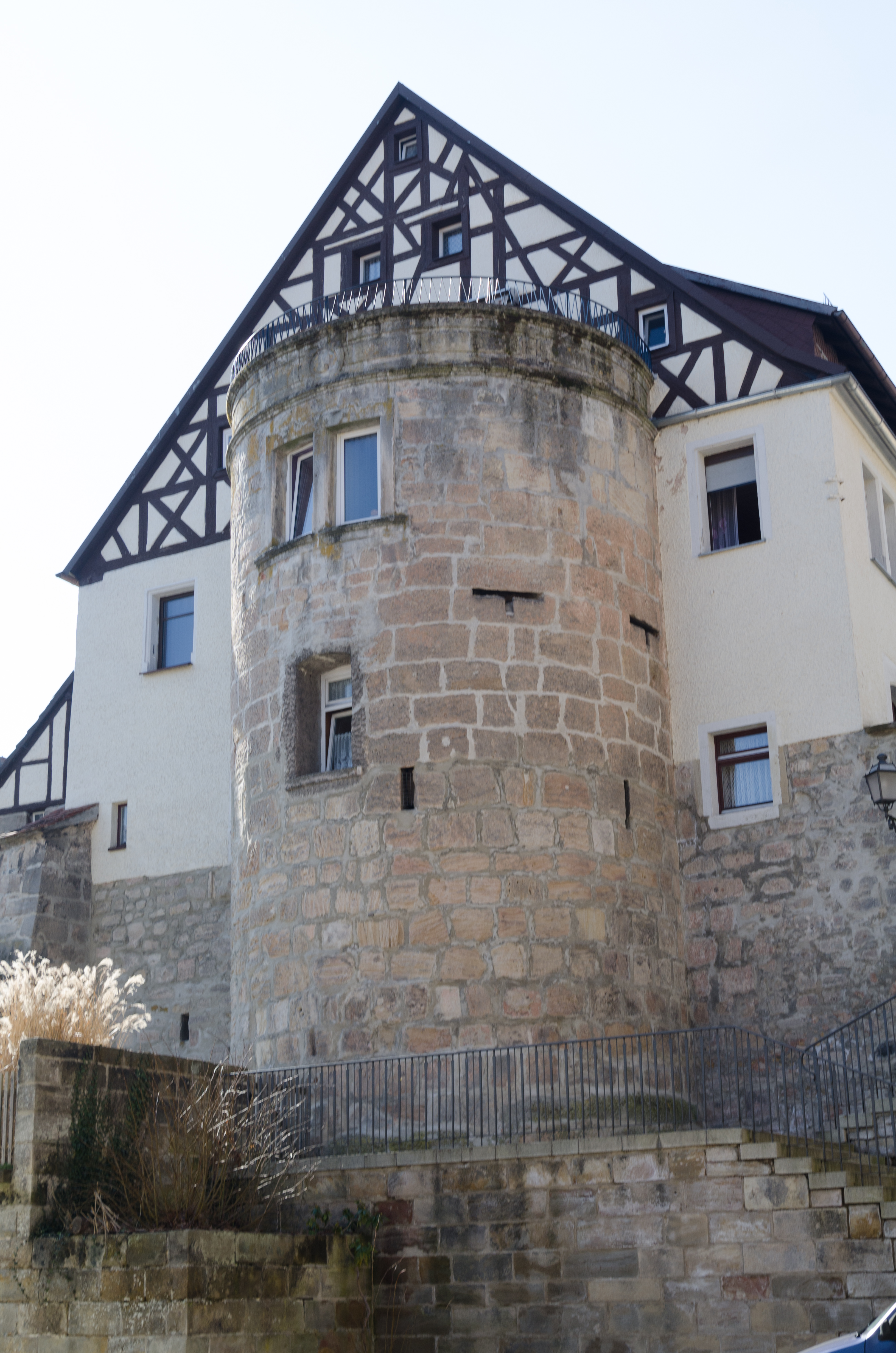
Mauerturm bei Heziloplatz 2 weitere Bilder

| Lage                                                                | Objekt                                                              | Beschreibung | Akten-Nr.              | Bild           |
| ------------------------------------------------------------------- | ------------------------------------------------------------------- | --- | ---------------------- | -------------- |
| Am Rennsteig 8 (Standort)                                           | Hinteres Tor                                                        | Walmdachbau mit Durchfahrt und Obergeschoss, bezeichnet „1601“                                                                | D-4-72-127-32 Wikidata | weitere Bilder |
| Nähe Am Alten Rathaus (Standort)                                    | Südwestlicher Eckturm der Stadtbefestigung                          | Rundturm, Sandsteinquadermauerwerk, Walmdach, Mitte 14. Jahrhundert bis Mitte 17. Jahrhundert                                 | D-4-72-127-96 Wikidata | weitere Bilder |
| Am Hintermühlweg; Nähe Hinterer Torweg; Nähe Mühltürlein (Standort) | Nordwestlicher Eckturm der Stadtbefestigung, sogenannter Hungerturm | Als Gefängnis erbaut, runder Turm aus Sandsteinquadermauerwerk mit Kegeldach, Mitte 14. Jahrhundert bis Mitte 17. Jahrhundert | D-4-72-127-97 Wikidata | weitere Bilder |
| Heziloplatz 1 (Standort)                                            | Nordöstlicher Eckturm der Stadtbefestigung                          | Sandsteinquaderbau mit holzverschaltem oberen Geschoss und Kegeldach, bezeichnet „1474“                                       | D-4-72-127-95 Wikidata | weitere Bilder |

## Baudenkmäler nach Gemeindeteilen

### Creußen
| Lage                                           | Objekt                                                                         | Beschreibung | Akten-Nr.               | Bild                                                  |
| ---------------------------------------------- | ------------------------------------------------------------------------------ | --- | ----------------------- | ----------------------------------------------------- |
| Am Alten Rathaus 4 (Standort)                  | Wappenrelief                                                                   | Sandstein, bezeichnet „1609“ | D-4-72-127-4 Wikidata   | weitere Bilder                                        |
| Am Alten Rathaus 6 (Standort)                  | Altes Rathaus                                                                  | Zweigeschossiger Satteldachbau mit Dachreiter, um 1470, 1652–1679 wiederhergestellt, Wappen am spätgotischen Portal an der Südseite, Fleisch- und Brotbänke in der östlichen Langseite erhalten | D-4-72-127-6 Wikidata   | weitere Bilder                                        |
| Am Alten Rathaus 9 (Standort)                  | Wohnhaus                                                                       | Zweigeschossiger, giebelständiger Satteldachbau, bezeichnet „1848“ | D-4-72-127-9 Wikidata   | weitere Bilder                                        |
| Am Alten Rathaus 12 (Standort)                 | Amschler-Haus                                                                  | Wohnhaus, zweigeschossiger Satteldachbau, um 1600, an das Rathaus (Am Alten Rathaus 6) angebaut | D-4-72-127-2 Wikidata   | weitere Bilder                                        |
| Am Alten Rathaus 13 (Standort)                 | Wohnhaus                                                                       | Giebelständiger, zweigeschossiger Satteldachbau, Giebel Sandsteinquader, bezeichnet „1808“ | D-4-72-127-10 Wikidata  | weitere Bilder                                        |
| Am Alten Rathaus 15 (Standort)                 | Wohnhaus                                                                       | Giebelständiger, zweigeschossiger Satteldachbau, 17. Jahrhundert, bezeichnet „1881“ | D-4-72-127-11 Wikidata  | weitere Bilder                                        |
| Am Alten Rathaus 25 (Standort)                 | Wohnhaus                                                                       | Eingeschossiger, giebelständiger Satteldachbau, Gewände, Fachwerkgiebel, 18. Jahrhundert | D-4-72-127-13 Wikidata  | weitere Bilder                                        |
| Am Hohen Weg 22 (Standort)                     | Zwei Gedenksteine                                                              | An der historischen Stätte des Hochgerichts Creußen, 18. und 20. Jahrhundert | D-4-72-127-91 Wikidata  | Zwei Gedenksteine                                     |
| Am Rennsteig 6 (Standort)                      | Wohnhaus                                                                       | Giebelständiger, zweigeschossiger Satteldachbau, bezeichnet „1836“, Giebel erneuert | D-4-72-127-15 Wikidata  | weitere Bilder                                        |
| Am Rennsteig 8 (Standort)                      | Wohnhaus                                                                       | Heute städtisches Krügemuseum, zweigeschossiger, giebelständiger Satteldachbau, bezeichnet „1770“ | D-4-72-127-16 Wikidata  | weitere Bilder                                        |
| Bayreuther Straße 2 (Standort)                 | Wohnhaus                                                                       | Zweigeschossiger Sandsteinquaderbau auf Sockel mit Halbwalmdach, Gurtgesims, Fenstergewände, bezeichnet „1792“ | D-4-72-127-18 Wikidata  | weitere Bilder                                        |
| Bayreuther Straße 3 (Standort)                 | Wohnhaus                                                                       | Zweigeschossiger Walmdachbau, barockes Türgewände, Fensterrahmen, um 1800; ein Sandstein-Torpfeiler | D-4-72-127-19 Wikidata  | weitere Bilder                                        |
| Gosenbach (Standort)                           | Einbogig-stichbogige Sandsteinbrücke mit Betonverbreiterung über den Gosenbach | bezeichnet 1786, erneuert 1926 | D-4-72-127-151          | BW                                                    |
| Habergasse 4 (Standort)                        | Wohnhaus                                                                       | Zweigeschossiger, traufständiger Bau aus Sandsteinquadern mit Satteldach, die Fenster im Obergeschoss mit geraden Bedachungen, um 1865/70 | D-4-72-127-21 Wikidata  | weitere Bilder                                        |
| Habergasse 14 (Standort)                       | Wohnhaus                                                                       | Eingeschossiger, giebelständiger Sandsteinquaderbau mit Satteldach, Mitte 19. Jahrhundert, über älterem Kern | D-4-72-127-25 Wikidata  | weitere Bilder                                        |
| Habergasse 16 (Standort)                       | Wappenrelief                                                                   | Sandstein, bezeichnet „1739“ | D-4-72-127-27 Wikidata  | weitere Bilder                                        |
| Habergasse 17 (Standort)                       | Wohnhaus                                                                       | Zweigeschossiger, traufständiger Satteldachbau, Sandsteinquader, um 1800 | D-4-72-127-28 Wikidata  | weitere Bilder                                        |
| Habergasse 19 (Standort)                       | Wohnhaus                                                                       | Zweigeschossiger, traufständiger Satteldachbau, Sandsteinquader, um 1800 | D-4-72-127-30           | weitere Bilder                                        |
| Heziloplatz 1 (Standort)                       | Pfarrhaus                                                                      | Ehemaliges Palais Schirnding, auf dem Bezirk der ehemaligen Burg Creußen, zweigeschossiger Walmdachbau auf Sandsteinquadersockel, Freitreppe, Ecklisenen, Portal mit geschweiftem Giebel, rustiziert, 1753–1764                                                                                      | D-4-72-127-33 Wikidata  | weitere Bilder                                        |
| Heziloplatz 2 (Standort)                       | Wohnhaus                                                                       | Zweigeschossiger Satteldachbau, Fachwerkobergeschoss verputzt, 17./18. Jahrhundert, auf der Stadtmauer aufsitzend und mit einem Befestigungsturm verbunden | D-4-72-127-34 Wikidata  | weitere Bilder                                        |
| Nähe Hintermühlweg (Standort)                  | Folge von Kellern mit Wasserbecken zur Fischwinterung                          | Erste Hälfte 19. Jahrhundert | D-4-72-127-148 Wikidata | Folge von Kellern mit Wasserbecken zur Fischwinterung |
| Marktplatz 7 (Standort)                        | Wappenrelief                                                                   | Sandstein, Johann Walther, bezeichnet „1712“ | D-4-72-127-36 Wikidata  | weitere Bilder                                        |
| Marktplatz 12 (Standort)                       | Wappenrelief                                                                   | Wappenrelief, Sandstein, bezeichnet „1628“ | D-4-72-127-38 Wikidata  | weitere Bilder                                        |
| Marktplatz 14 (Standort)                       | Ehemaliges Brauhaus                                                            | Seit 1993 evangelisch-lutherisches Gemeindehaus, eingeschossiger Sandsteinquaderbau mit Satteldach, Gaubenband, 1806 | D-4-72-127-39 Wikidata  | weitere Bilder                                        |
| Marktplatz 16 (Standort)                       | Wohnhaus                                                                       | Zweigeschossiger giebelständiger Satteldachbau, Bruchstein, Fensterrahmen, 17./18. Jahrhundert | D-4-72-127-40 Wikidata  | weitere Bilder                                        |
| Marktplatz 20 (Standort)                       | Wohnhaus                                                                       | Zweigeschossiger, giebelständiger Satteldachbau, im Kern 17./18. Jahrhundert | D-4-72-127-42 Wikidata  | weitere Bilder                                        |
| Metzlesberg 1 (Standort)                       | Fünf Grufthäuser                                                               | Kleine Zeltdachhäuser, Sandsteinquader, erste Hälfte 19. Jahrhundert, eines bezeichnet „1827“, Seijhardtsche Familiengruft bezeichnet „1778“ | D-4-72-127-17 Wikidata  | Fünf Grufthäuser                                      |
| Nähe Nürnberger Straße (Standort)              | Scheunenreihe am ehemaligen Zimmerplatz                                        | Ehemals dreizehn, heute elf Scheunen, Sandsteinquaderbauten mit Holzschiebetoren und Sattel- bzw. Halbwalmdächern, um 1800, z. T. modern ergänzt | D-4-72-127-100 Wikidata | weitere Bilder                                        |
| Nähe Nürnberger Straße; Zimmerplatz (Standort) | Zwei Scheunen einer ehemals aus vier Scheunen bestehenden Scheunenreihe        | Mit Fachwerk, Satteldächern und Sandsteinquadersockeln, um 1800, Teil der Scheunenreihe rund um den ehemaligen Zimmerplatz | D-4-72-127-87 Wikidata  | weitere Bilder                                        |
| Neuhofer Straße 2 (Standort)                   | Eckhaus                                                                        | Zweigeschossiger Satteldachbau mit verputztem Fachwerkobergeschoss, 17./18. Jahrhundert | D-4-72-127-44 Wikidata  | weitere Bilder                                        |
| Neuhofer Straße 4 (Standort)                   | Wohnhaus                                                                       | Traufständiger, zweigeschossiger Satteldachbau, Fachwerkobergeschoss verputzt, 18. Jahrhundert | D-4-72-127-45 Wikidata  | weitere Bilder                                        |
| Neuhofer Straße 5 (Standort)                   | Eremitenhäuschen                                                               | Eingeschossiger Walmdachbau mit Fachwerkturm, neugotischer und barocker Dekor, 1760; mit Ausstattung; Sandsteinpfeilerzaun und Tor, um 1760 | D-4-72-127-46 Wikidata  | weitere Bilder                                        |
| Neuhofer Straße 8 (Standort)                   | Wohnhaus                                                                       | Traufständiger, zweigeschossiger Satteldachbau mit Fachwerkgiebel, im Kern 18. Jahrhundert | D-4-72-127-47 Wikidata  | weitere Bilder                                        |
| Nürnberger Straße 1 (Standort)                 | Wohnhaus                                                                       | Zweigeschossiger, traufständiger Satteldachbau, Fensterrahmen, Wappenrelief, bezeichnet „1762“ | D-4-72-127-48 Wikidata  | weitere Bilder                                        |
| Nürnberger Straße 3 (Standort)                 | Wohnhaus                                                                       | Zweigeschossiges, traufständiger Sandsteinquaderbau, Satteldach mit einem Halbwalm, Gurtgesims, bezeichnet „1827“ | D-4-72-127-49 Wikidata  | weitere Bilder                                        |
| Nürnberger Straße 7 (Standort)                 | Wohnhaus                                                                       | Zweigeschossiger, giebelständiger Satteldachbau, bezeichnet „1822“ | D-4-72-127-50 Wikidata  | weitere Bilder                                        |
| Nürnberger Straße 9 (Standort)                 | Wohnhaus                                                                       | Zweigeschossiger, giebelständiger Satteldachbau, erste Hälfte 19. Jahrhundert | D-4-72-127-51 Wikidata  | weitere Bilder                                        |
| Nürnberger Straße 10 (Standort)                | Wohnhaus                                                                       | Zweigeschossiger, traufständiger Sandsteinquaderbau mit Walmdach, Mittelrisalit, bezeichnet „1835“ | D-4-72-127-52 Wikidata  | weitere Bilder                                        |
| Nürnberger Straße 14 (Standort)                | Doppelhaus                                                                     | Zwei traufständige, zweigeschossige Satteldach- bzw. Halbwalmdachbauten, spätes 18./frühes 19. Jahrhundert | D-4-72-127-53 Wikidata  | weitere Bilder                                        |
| Nürnberger Straße 16 (Standort)                | Wohnhaus                                                                       | Traufständiger, zweigeschossiger Satteldachbau, Fachwerkobergeschoss, 17. Jahrhundert | D-4-72-127-54 Wikidata  | weitere Bilder                                        |
| Nürnberger Straße 18 (Standort)                | Wohnhaus                                                                       | Traufständiger, zweigeschossiger Satteldachbau, einseitig abgewalmt, Strebepfeiler, 17. Jahrhundert | D-4-72-127-55 Wikidata  | weitere Bilder                                        |
| Nürnberger Straße 30 (Standort)                | Wohnhaus                                                                       | Traufständiger, zweigeschossiger Halbwalmdachbau mit Gurtgesims, Mitte 19. Jahrhundert | D-4-72-127-56 Wikidata  | weitere Bilder                                        |
| Pfarrer-Will-Platz 1 (Standort)                | Evangelisch-lutherische Pfarrkirche St. Jakobus                                | Ehemals St. Jakobus der Ältere, Saalbau nach Zerstörung 1471–1477 wieder aufgebaut, eingezogener Chor 1500, Westturm 1567 erhöht, welsche Haube und Laterne 1643, gewölbter Durchgang unter dem Chor, Barockisierung 1700 durch Antonio della Porta, Treppenturm der Sakristei 1710; mit Ausstattung | D-4-72-127-57 Wikidata  | weitere Bilder                                        |
| Pfarrer-Will-Platz 4 (Standort)                | Wohnhaus                                                                       | Zweigeschossiger Halbwalmdach- und Satteldachbau in Hanglage auf der Stadtmauer mit Fachwerkgiebel, 17./18. Jahrhundert | D-4-72-127-58 Wikidata  | weitere Bilder                                        |
| Vorstadt 8 (Standort)                          | Wohnhaus                                                                       | Giebelständiger, zweigeschossiger Satteldachbau, 18. Jahrhundert | D-4-72-127-60 Wikidata  | BW                                                    |
| Vorstadt 18 (Standort)                         | Wohnhaus                                                                       | Giebelständiger, zweigeschossiger Halbwalmdachbau, Sandsteinquader, Gurtgesimse, bezeichnet „1842“ | D-4-72-127-63 Wikidata  | weitere Bilder                                        |
| Vorstadt 20 (Standort)                         | Wohnhaus                                                                       | Zweigeschossiger, traufständiger Halbwalmdachbau, bezeichnet „1803“, im Kern 18. Jahrhundert | D-4-72-127-64 Wikidata  | weitere Bilder                                        |
| Vorstadt 22 a (Standort)                       | Eckhaus                                                                        | Zweigeschossiger Walmdachbau mit geohrten Sandsteingewänden, bezeichnet „1777“ | D-4-72-127-65 Wikidata  | weitere Bilder                                        |
| Vorstadt 23 (Standort)                         | Wohnhaus                                                                       | Zweigeschossiger traufständiger Sandsteinquaderbau mit Halbwalmdach, reiche Fassadengliederung mit Gurtgesims und rustizierten Ecklisenen, geohrten Gewänden, im Obergeschoss mit Fensterschürzen, vorgelagerte Treppe, bezeichnet „1788“                                                            | D-4-72-127-66 Wikidata  | weitere Bilder                                        |

### Altenkünsberg
| Lage                       | Objekt         | Beschreibung                                                                                             | Akten-Nr.               | Bild           |
| -------------------------- | -------------- | --- | ----------------------- | -------------- |
| Altenkünsberg 6 (Standort) | Burgstall      | Fundamentmauer aus Bruchstein und Sandstein, 13. Jahrhundert                                             | D-4-72-127-69 Wikidata  | weitere Bilder |
| Herrnwiese (Standort)      | Kriegerdenkmal | Granitpfeiler mit eingelassener Marmortafel und Eisernem Kreuz, oktogonale Einfassung, bezeichnet „1921“ | D-4-72-127-101 Wikidata | BW             |

### Althaidhof
| Lage                     | Objekt                        | Beschreibung                                              | Akten-Nr.              | Bild |
| ------------------------ | ----------------------------- | --------------------------------------------------------- | ---------------------- | ---- |
| Althaidhof 11 (Standort) | Ehemaliges Schloss Althaidhof | Zweigeschossiger Halbwalmdachbau, 1680, über älterem Kern | D-4-72-127-70 Wikidata | BW   |

### Bühl
| Lage                      | Objekt                  | Beschreibung | Akten-Nr.              | Bild |
| ------------------------- | ----------------------- | --- | ---------------------- | ---- |
| Schloßstraße 9 (Standort) | Ehemaliges Schloss Bühl | Zweigeschossiger, giebelständiger Halbwalmdachbau, Ostseite mit Fachwerkgiebel, Westseite eingebauter Galeriegang mit Tierfiguren (Zweitverwendung), im Kern 15./16. Jahrhundert, Wappenrelief bezeichnet 1618; Torpfeiler mit Kugelbekrönung, 18. Jahrhundert | D-4-72-127-71 Wikidata | BW   |
| St 2184 (Standort)        | Steinkreuz              | Sandstein, ein Kreuzarm verkürzt, 16. Jahrhundert | D-4-72-127-72 Wikidata | BW   |

### Eimersmühle
| Lage                    | Objekt       | Beschreibung | Akten-Nr.              | Bild         |
| ----------------------- | ------------ | --- | ---------------------- | ------------ |
| Neuenreuth 3 (Standort) | Mühlengehöft | Wohnstallhaus, zweigeschossiger Sandsteinquaderbau mit Satteldach und Fachwerkgiebel, bezeichnet „1830“; Wohnhaus, zweigeschossiger Sandsteinquaderbau, Obergeschoss verputzt, bezeichnet „1911“, mit älteren Teilen; Kellerhäuser aus Sandstein, bezeichnet „1832“ und „1838“ mit Türsturz von 1798 | D-4-72-127-86 Wikidata | Mühlengehöft |

### Gottsfeld
| Lage                                    | Objekt                    | Beschreibung                 | Akten-Nr.              | Bild                      |
| --------------------------------------- | ------------------------- | ---------------------------- | ---------------------- | ------------------------- |
| Dorfstraße 6, an der Scheune (Standort) | Rest einer Inschrifttafel | Sandstein, bezeichnet „1513“ | D-4-72-127-73 Wikidata | Rest einer Inschrifttafel |

### Großweiglareuth
| Lage                         | Objekt       | Beschreibung | Akten-Nr.              | Bild |
| ---------------------------- | ------------ | --- | ---------------------- | ---- |
| Großweiglareuth 1 (Standort) | Austragshaus | Zweigeschossiger Satteldachbau, Erdgeschoss Sandsteinquader, Obergeschoss und Giebel mit reichem Fachwerk, bezeichnet „1835“ | D-4-72-127-74 Wikidata | BW   |

### Hagenreuth
| Lage                                                   | Objekt     | Beschreibung                                          | Akten-Nr.              | Bild |
| ------------------------------------------------------ | ---------- | ----------------------------------------------------- | ---------------------- | --- |
| Am Hahnensteig (an der Straße nach Creußen) (Standort) | Steinkreuz | Aus Sandstein, linker Kreuzarm fehlt, 16. Jahrhundert | D-4-72-127-67 Wikidata | [[Vorlage:Bilderwunsch/code!/C:49.85244,11.63547!/D:Am Hahnensteig (an der Straße nach Creußen), Steinkreuz!/\|BW]] |

### Hörhof
| Lage                     | Objekt     | Beschreibung                        | Akten-Nr.     | Bild |
| ------------------------ | ---------- | ----------------------------------- | ------------- | ---- |
| Schwarzweiher (Standort) | Kreuzstein | Sandstein, wohl spätmittelalterlich | D-4-72-127-68 | BW   |

### Lindenhardt
| Lage                                         | Objekt                       | Beschreibung | Akten-Nr.               | Bild                         |
| -------------------------------------------- | ---------------------------- | --- | ----------------------- | ---------------------------- |
| An der Kirche 5 (Standort)                   | Mesnerhaus                   | Zweigeschossiger Sandsteinquaderbau mit Walmdach, Ecklisenen, hofseitig verputzt, 1767 | D-4-72-127-79 Wikidata  | BW                           |
| An der Kirche 9 (Standort)                   | Ehemaliges zweites Pfarrhaus | Gesockelter, zweigeschossiger Sandsteinquaderbau mit Walmdach, Gurtgesims, 1835 | D-4-72-127-78 Wikidata  | Ehemaliges zweites Pfarrhaus |
| An der Kirche 11 (Standort)                  | Kriegerdenkmal               | Drei Steinkreuze mit Namen der Gefallenen, um 1950 | D-4-72-127-103 Wikidata | Kriegerdenkmal               |
| An der Kirche 11; An der Kirche 9 (Standort) | Evangelische Pfarrkirche     | Spätgotischer Sandsteinquaderbau mit Strebepfeilern, eingezogenem Chor und Westturm mit Spitzhelm, 14./15. Jahrhundert, Turmobergeschosse 1860/61, Langhaus zweite Hälfte 15. Jahrhundert, Chorhaupt Anfang 16. Jahrhundert; mit Ausstattung | D-4-72-127-75 Wikidata  | weitere Bilder               |
| Graubühl 4 (Standort)                        | Ehemaliges Forsthaus         | Zweigeschossiger Sandsteinquaderbau mit Walmdach, um 1800 | D-4-72-127-76 Wikidata  | BW                           |
| Marktstraße 6 (Standort)                     | Pfarrhaus                    | Zweigeschossiger Sandsteinquaderbau mit Walmdach, Eingangsportal mit waagerechter Bedachung, 1765, von Johann Gottlieb Riedel; Sandstein-Pfeilerportal mit Kugelbekrönung                                                                    | D-4-72-127-77 Wikidata  | Pfarrhaus                    |

### Schwürz
| Lage                  | Objekt       | Beschreibung | Akten-Nr.              | Bild |
| --------------------- | ------------ | --- | ---------------------- | ---- |
| Schwürz 10 (Standort) | Austragshaus | Zweigeschossiger Satteldachbau, Erdgeschoss Sandsteinquader, Obergeschoss und Giebel mit reichem Fachwerk, bezeichnet „1819“ | D-4-72-127-81 Wikidata | BW   |

### Seidwitz
| Lage                             | Objekt                    | Beschreibung | Akten-Nr.               | Bild |
| -------------------------------- | ------------------------- | --- | ----------------------- | ---- |
| Hauptstraße 22 (Standort)        | Gasthof                   | Zweigeschossiger, giebelständiger Halbwalmdachbau mit barockisierendem Portal, bezeichnet „1827“                                                                          | D-4-72-127-83 Wikidata  | BW   |
| Tiefenthaler Straße 7 (Standort) | Evangelische Filialkirche | Verputzter Saalbau mit Walmdach und Chorturm, westliches Langhaus 1649, östliches Langhaus und Chorturm mit Helm und Laterne 1744 von Johann David Räntz; mit Ausstattung | D-4-72-127-82 Wikidata  | BW   |
| Tiefenthaler Straße 7 (Standort) | Kriegerdenkmal            | Drei Steintafeln, das mittlere mit Dreiecksgiebel und Eisernem Kreuz, erste Hälfte 20. Jahrhundert                                                                        | D-4-72-127-104 Wikidata | BW   |

### Tiefenthal
| Lage                    | Objekt                | Beschreibung | Akten-Nr.              | Bild |
| ----------------------- | --------------------- | --- | ---------------------- | ---- |
| Tiefenthal 8 (Standort) | Ehemalige Wassermühle | Zweigeschossiger Satteldachbau mit Fachwerkgiebel, bezeichnet 1804 mit Mühlrad, Wappenrelief, bezeichnet „1570“ | D-4-72-127-84 Wikidata | BW   |

### Unterhöhlmühle
| Lage                               | Objekt          | Beschreibung | Akten-Nr.              | Bild |
| ---------------------------------- | --------------- | --- | ---------------------- | ---- |
| Höhlmühle 3; Fichtenohe (Standort) | Ehemalige Mühle | Zweigeschossiger Satteldachbau, Erdgeschoss Sandsteinquader, Obergeschoss Fachwerk, bezeichnet „1883“; oberschlächtiges Mühlrad, 19. Jahrhundert | D-4-72-127-85 Wikidata | BW   |